# 長鼻白鰩
長鼻白鰩（學名：Leucoraja longirostris），為軟骨魚綱鰩目鰩科白魟屬的一種，分布於西印度洋馬達加斯加海脊的沃特斯淺灘海域，深度750至1050公尺，本魚體盤呈菱形至均勻倒心形，外角寬圓，體長至中部泄殖腔的長度約等於從中部泄殖腔到尾巴的長度。眶前吻長為體長的17.2–22.3%，第一鰓裂間距離為 體長的11.6–12.9%，背盤基本上沒有細齒，腹側至少在吻端有小刺，從肩胛帶後方到第一背鰭起點前有一排34-41個棘，背面呈中棕色，有灰色黏液覆蓋，腹側的圓盤和腹鰭呈淺灰色，吻部呈暗灰色，感覺孔無明顯深色，體長可達71.1公分，棲息在深海海域，為底棲性魚類，肉食性，卵生，生活習性不明。